# Saab 2000 AEW
Saab 2000 AEW är ett svenskt tvåmotorigt propellerdrivet radarspaningsflygplan som tillverkades av Saab AB och är baserad på det civila passagerarflygplanet Saab 2000.

## Introduktion och användare
Flygplanet introducerades under 2006 då Pakistans flygvapen beställde fem flygplan. För att skapa denna variant av Saab 2000 byggs befintliga plan om. Planen kommer att tas från Saabs egen leasingfirmas portfölj och de äger idag runt 50 procent av alla byggda Saab 2000-plan. 
År 1997 togs också två Saab 2000 AEW i bruk av Saudiarabien.